# 農林水産物及び食品の輸出の促進に関する法律
農林水産物及び食品の輸出の促進に関する法律（のうりんすいさんぶつおよびしょくひんのゆしゅつのそくしんにかんするほうりつ、令和元年11月27日法律第57号）は、農林水産物・食品の輸出促進対策に関する日本の法律である。
所管官庁は農林水産省。2019年（令和元年）11月27日公布、2020年（令和2年）4月1日施行。閣法。

## 構成
- 第1章　総則（第1条・第2条）
- 第2章　農林水産物・食品輸出本部（第3条－第9条）
- 第3章　基本方針等（第10条－第13条）
- 第4章　実行計画（第14条）
- 第5章　国等が講ずる農林水産物及び食品の輸出を円滑化するための措置
  - 第1節　輸出証明書の発行等（第15条－第17条）
  - 第2節　登録認定機関（第18条－第33条）
- 第6章　農林水産物及び食品の輸出のための取組を行う事業者に対する支援措置（第34条－第37条）
- 第7章　雑則（第38条－第46条）
- 第8章　罰則（第47条－第54条）
- 附則

## 経過
- 令和元年（2019年）
  - 10月11日：衆議院において「農林水産物及び食品の輸出の促進に関する法律案」受理。
  - 11月7日：衆議院本会議において賛成多数（賛成：自由民主党・無所属の会; 立憲民主・国民・社保・無所属フォーラム; 公明党; 日本維新の会; 希望の党、反対：日本共産党）で可決、参議院へ送付。
  - 11月20日：参議院本会議において賛成多数（賛成：自由民主党・国民の声; 立憲・国民．新緑風会・社民; 公明党; 日本維新の会; 沖縄の風; れいわ新選組; 碧水会; みんなの党; 各派に属しない議員、反対：日本共産党）で可決・成立。
  - 11月27日：公布。
- 令和2年（2020年）
  - 4月1日：施行予定。